# Bergens kopiebok
Bergens kopiebok (Liber ecclesiae cathedralis Bergensis) är en bok innehållande både in- och utgående skrivelser vid biskopsstolen i Bergen, vilken påbörjades av biskop Arne Sigurdsson den 27 september 1305 och sedan regelmässigt fortsattes under biskoparna Audfinn Sigurdsson och Håkon Erlingsson fram till dennes död 1342. Även därefter har brev sporadiskt tillförts kopieboken fram till 1532.
Kopieboken överfördes 1619 till universitetsbiblioteket i Köpenhamn, men förlorades i den stora branden 1728. Då hade dock största delen av kodexen kopierats i två omgångar av Árni Magnússon; dels då denne på uppdrag av Thomas Bartholin samlade material till dennes planerade Historia Ecclesiastica, dels då han själv efter Bartholins död fick till uppgift att färdigställa första delen av detta verk.
Tack vare kopieboken har Bergens biskopsdöme det av alla nordiska biskopsdömen bäst bevarade källmaterialet från 1300-talets första hälft. Breven är avfattade på både latin och norska och ger en klar bild av brevskrivningen i Norge vid denna tid. I synnerhet biskop Håkon Erlingssons brev brukar framhållas, då han i kopieboken inte bara lät införa sin officiella korrespondens utan även privatbrev till sina vänner. De på norska författade breven har visat sig vara högst värdefulla även för studiet av norsk språkhistoria.
Bergens kopiebok finns tryckt i Diplomatarium Norvegicum, band 7–9.